# Spectroscopie infrarouge à transformée de Fourier
La spectroscopie infrarouge à transformée de Fourier ou spectroscopie IRTF (ou encore FTIR, de l'anglais Fourier Transform InfraRed spectroscopy) est une technique utilisée pour obtenir le spectre d'absorption, d'émission, la photoconductivité ou la diffusion Raman dans l'infrarouge d'un échantillon solide, liquide ou gazeux.
Un spectromètre FTIR permet de collecter simultanément les données spectrales sur un spectre large. Ceci lui confère un avantage significatif sur les spectromètres à dispersion qui ne peuvent mesurer l'intensité que dans une gamme réduite de longueurs d'onde à un instant donné. 
Le terme « spectroscopie infrarouge à transformée de Fourier » vient du fait qu'il est nécessaire de passer par une transformation de Fourier pour convertir les données brutes en réel résultat spectral. Pour d'autres usages de ce genre de technique, voir spectroscopie par transformée de Fourier.

## Principe

Interférogramme IRTF. Le pic central est la position « ZPD » (Zero Path Difference — différence de marche nulle ou « retard zéro ») où le maximum de lumière passe à travers l'interféromètre vers le détecteur.

Le but de toute spectroscopie d'absorption (FTIR, ultraviolet-visible (UV-Vis)…) est de mesurer la quantité de lumière absorbée par un échantillon, en fonction de la longueur d'onde. La technique la plus simple pour le faire est la « spectroscopie dispersive », c'est-à-dire illuminer l'échantillon avec un faisceau de lumière monochromatique de longueur d'onde donnée, mesurer combien de lumière est absorbée, puis répéter l'opération pour différentes longueurs d'onde. C'est, par exemple, le principe de fonctionnement des spectromètres UV-Vis.
Le principe de la spectroscopie par transformée de Fourier est une façon moins intuitive d'obtenir la même information. Plutôt que d'illuminer l'échantillon avec un faisceau de lumière monochromatique, cette technique utilise un faisceau contenant une combinaison de multiples fréquences de la lumière, et on mesure l'absorption par l'échantillon. Le faisceau est ensuite modifié pour contenir une combinaison de fréquences différentes, on mesure de nouveau l'absorption par l'échantillon, et l'opération est répétée de nouveau, de multiples fois. Une fois toutes les données acquises, un ordinateur prend toutes ces données et calcule à rebours pour en déduire l'absorption à chaque longueur d'onde.
Le faisceau décrit ci-dessus est produit à partir d'une source de lumière à large bande, contenant l'ensemble du spectre des longueurs d'onde à mesurer. La lumière passe par un interféromètre de Michelson — un ensemble de miroirs réfléchissants ou semi-réfléchissants dans une certaine configuration, dont l'un est déplacé par un moteur de façon à faire varier le trajet parcouru par la lumière. Au fur et à mesure que le miroir se déplace, chaque longueur d'onde se trouve périodiquement bloquée ou transmise par l'interféromètre, par interférences. Différentes longueurs d'onde sont ainsi modulées à des vitesses différentes, de sorte que, à chaque instant, le faisceau sortant de l'interféromètre possède un spectre différent.
Comme mentionné précédemment, un traitement par ordinateur est nécessaire pour convertir les données brutes (l'« interférogramme », la lumière absorbée en fonction de la position du miroir) en données directement exploitables (lumière absorbée en fonction de la longueur d'onde). Ce procédé requiert un algorithme commun, la transformation de Fourier, qui donne son nom à cette technique.

## Développement
Le premier spectrophotomètre à bas-coût capable d'enregistrer un spectre infrarouge fut l'Infracord de PerkinElmer produit en 1957. Il était capable de couvrir un spectre allant de 2,5 à 15 μm (soit, exprimé en nombre d'onde, de 4 000 à 660 cm-1). 
La limite basse concernant la longueur d'onde a été choisie pour englober la fréquence de vibration connue la plus élevée du point de vue de la vibration moléculaire. La limite haute fut imposée par le fait que l'élément dispersif était un prisme constitué d'un monocristal de sel gemme (chlorure de sodium) qui devient opaque pour des longueurs d'onde de l'ordre de 15 μm ou plus grandes ; ce domaine spectral fut d'ailleurs surnommé à ce titre « domaine sel gemme ». Plus tard, des instruments utilisant des prismes en bromure de potassium permirent d'atteindre 25 μm (400 cm-1), et ceux en iodure de césium 50 μm (200 cm-1). Le domaine au-delà de 50 μm (200 cm-1) fut par la suite connu sous le nom d'« infrarouge lointain », fusionnant ensuite pour les très grandes longueurs d'onde avec le domaine micro-onde. Les mesures dans l'infrarouge lointain ont nécessité le développement de réseaux de diffraction de bonne qualité pour remplacer les prismes en tant qu'éléments dispersifs puisque les cristaux salins sont opaques dans ce domaine. Des détecteurs plus sensibles que les bolomètres étaient aussi requis à cause de la faible énergie de radiation. On peut citer parmi eux le détecteur de Golay. Un autre problème fut de se débarrasser de la vapeur d'eau de l'atmosphère, l'eau ayant un spectre rotationnel pur et intense dans ce domaine. 
Ces contraintes faisaient que les spectrophotomètres infrarouge lointain étaient encombrants, lents et chers. Les avantages de l'interféromètre de Michelson étaient connus, mais des difficultés techniques devaient être surmontées avant de pouvoir fabriquer un instrument à usage commercial. De plus, un ordinateur puissant était nécessaire pour effecteur les calculs de transformation de Fourier, ce qui ne fut en pratique possible qu'à l'avènement des mini-ordinateurs, comme le PDP-8 (disponible en 1965). Digilab fut le premier à proposer le premier spectromètre FTIR commercial, le modèle FTS-14, en 1969.

## Interféromètre de Michelson

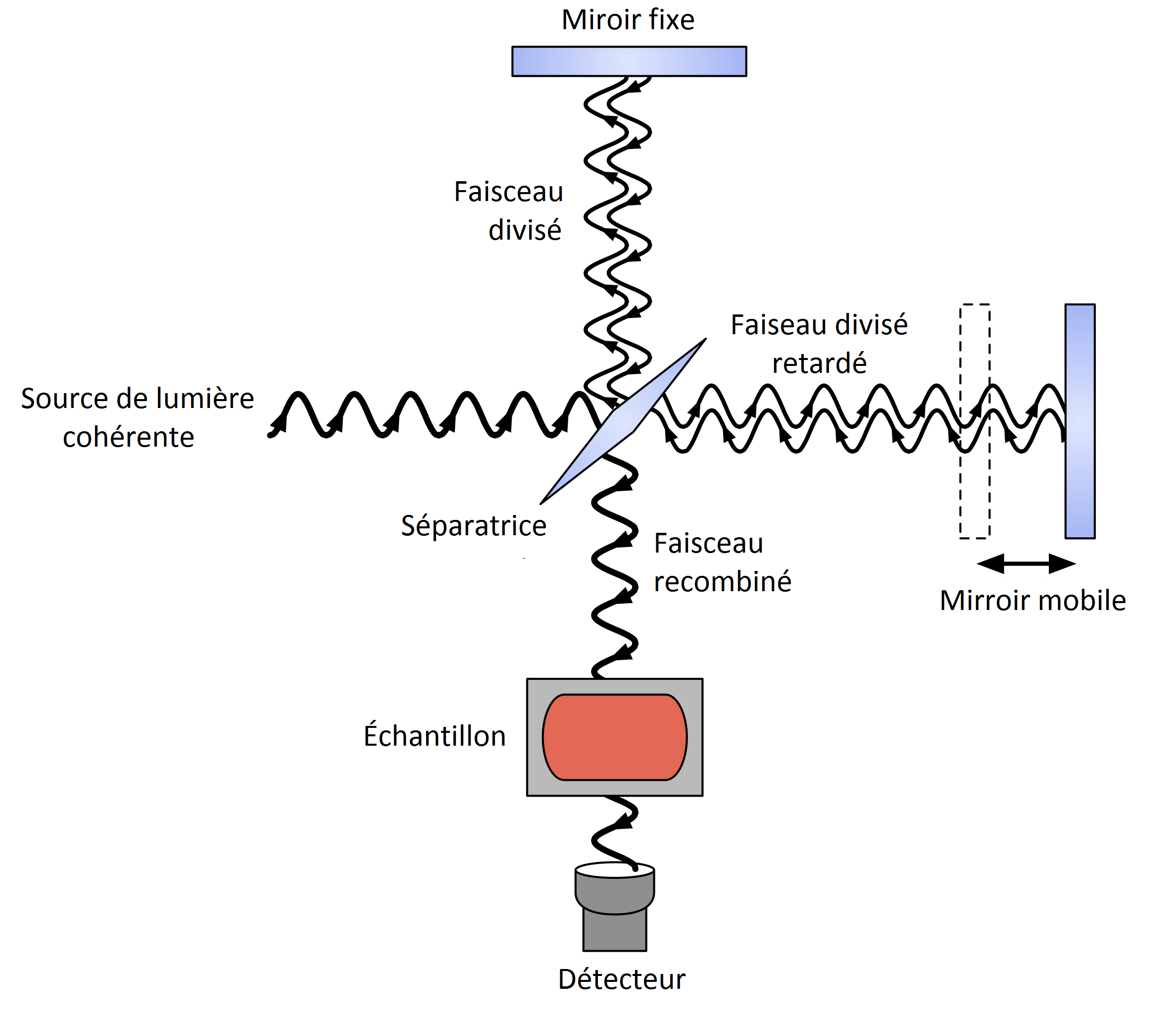
Diagramme schématique de l'interféromètre de Michelson, configuré pour la spectroscopie IRTF.

Dans un interféromètre de Michelson adapté pour la spectroscopie IRTF, la lumière en provenance d'une source infrarouge polychromatique, de façon approximative un corps noir, est collimatée et dirigée vers un diviseur de faisceau (miroir semi-réfléchissant/lame séparatrice). Idéalement, 50 % de la lumière sont réfractés vers le miroir fixe, et 50 % sont transmis vers le miroir mobile. La lumière est ensuite réfléchie par les deux miroirs, à nouveau vers le diviseur de faisceau, et (idéalement) 50 % de la lumière initiale passent par le compartiment de l'échantillon où elle est focalisée sur l'échantillon. Après être passée à travers l'échantillon, la lumière est de nouveau focalisée sur le détecteur. La différence de longueur de chemin optique entre les deux bras de l'interféromètre est appelée « différence de marche » ou « retard ». On obtient un interférogramme en faisant varier ce retard et en enregistrant le signal obtenu par le détecteur pour les différentes valeurs de retard. La forme de l'interférogramme lorsqu'il n'y pas d'échantillon dépend de facteurs tels que la variation d'intensité de la source, ou l'efficacité du diviseur de faisceau en fonction de la longueur d'onde. Le résultat est maximum à « retard zéro » où il y a interférence constructive pour toutes les longueurs d'onde, suivi d'une série de « vaguelettes » d'intensités décroissantes. La position du retard zéro est déterminée de façon précise en trouvant le point d'intensité maximale de l'interférogramme. Lorsqu'on place un échantillon, l'interférogramme se retrouve modulé du fait de la présence de bandes d'absorption dans cet échantillon.
Un spectromètre à TF possède deux principaux avantages, comparé à un spectromètre à balayage (dispersif), :
1. l'avantage multiplexe ou avantage de Fellgett, venant du fait que l'information concernant toutes les longueurs d'onde est recueillie simultanément. Ceci résulte en un plus haut rapport signal sur bruit pour un temps de balayage donné, ou un temps de balayage plus court pour une résolution donnée ;
2. le débit ou avantage de Jacquinot. Cela résulte du fait que, dans un instrument dispersif, le monochromateur possède une ouverture d'entrée et une de sortie, ce qui restreint la quantité de lumière qui passe à travers. Le débit de l'interféromètre est lui uniquement déterminé par le diamètre du faisceau collimaté en provenance de la source.
3. Une grande précision en longueur d'onde

On peut également citer quelques autres avantages mineurs comme une moindre sensibilité à la lumière parasite, ou l'« avantage de Connes » (meilleure précision sur les longueurs d'onde), pour améliorer le rapport de signal sur bruit, des techniques de filtrage numérique devront être utilisées.       La spectroscopie IRTF ne permet pas le filtrage analogique des signaux, l'interférogramme mesuré appartient au domaine des longueurs et non pas au domaine des fréquences. 

### Résolution
L'interférogramme appartient au domaine des longueurs, et comme la transformation de Fourier inverse la dimension, la transformée de Fourier de l'interférogramme appartient donc au domaine réciproque, celui des nombres d'onde. La résolution spectrale en nombre d'onde par cm est égal au réciproque du maximum de retard (différence de marche) en cm. Ainsi, une résolution de 4 cm-1 sera obtenue par un retard maximum de 0,25 cm ; cette valeur est typique des instruments FTIR les moins chers. Une plus grande résolution peut être obtenue en augmentant le retard maximum. Ceci n'est pas sans poser de problèmes car le miroir mobile doit bouger sur une ligne droite quasi parfaite. L'utilisation de miroirs coins de cube dont on fait varier l'angle d'inclinaison, à la place de miroirs plats, permet d'aider à résoudre ce problème, car le faisceau sortant d'un miroir coin de cube est parallèle au faisceau incident, quelle que soit l'orientation du miroir autour d'axes perpendiculaires à l'axe du faisceau lumineux. Connes a pu ainsi mesurer en 1966 la température de l'atmosphère de Vénus en enregistrant le spectre rotationnel-vibrationnel du CO2 vénusien avec une résolution de 0,1 cm-1. Michelson lui-même tenta de mesurer la bande d'émission Hα du spectre de l'atome d'hydrogène d'après ses deux composantes en utilisant son interféromètre. De nos jours, il est possible de trouver dans le commerce des spectromètres avec une résolution de 0,001 cm-1. L'avantage du débit joue un rôle majeur pour la spectroscopie FTIR à haute résolution, car un monochromateur dans les appareils dispersifs avec la même résolution aurait des ouvertures d'entrée et de sortie extrêmement étroites.

### Diviseur de faisceau
Le diviseur de faisceau ne peut être constitué de verre commun, celui-ci étant opaque aux radiations infrarouges de longueur d'onde supérieures à 2,5 μm. On utilise en général pour les appareils les moins chers une couche mince de matériau plastique, ou des composés moins courants pour les appareils plus onéreux. Cependant, chaque matériau a une transmittance optique limitée en gamme, il est donc courant d'avoir un jeu de diviseurs de faisceau interchangeables correspondant chacun à la gamme de longueur d'onde voulue pour l'expérience, ce qui permet à l'appareil de couvrir une vaste gamme. Pour le visible et le proche infrarouge, on utilise en général un diviseur en quartz, pour l'infrarouge moyen un diviseur en bromure de potassium et pour l'infrarouge lointain, un diviseur en iodure de césium.

### Transformation de Fourier
L'interférogramme consiste en pratique en un ensemble d'intensités pour des valeurs de retard discrètes, la différence entre deux retards successifs étant constante ; on utilise ainsi une transformée de Fourier discrète, et souvent on utilise un algorithme de transformée de Fourier rapide (FFT en anglais).

## Spectroscopie IRTF lointain infrarouge
Les premiers spectromètres IRTF ont été développés pour le domaine de l'infrarouge lointain, en raison de la tolérance mécanique nécessaire pour une bonne performance optique, liée à la longueur d'onde de la lumière utilisée. Pour des longueurs d'onde relativement longues de l'infrarouge lointain (~10 μm), ces tolérances sont suffisantes, alors que pour le « domaine sel gemme », ces tolérances doivent être meilleures qu'1 μm. Un appareil typique est l'interféromètre cube développé par NPL commercialisé par Grubb Parsons. Il utilise un moteur pas à pas pour déplacer le miroir, enregistrant la réponse du détecteur après chaque pas.

## Spectroscopie IRTF moyen infrarouge
Avec l'avènement des micro-ordinateurs à bas-coût, il est devenu possible d'avoir un ordinateur dédié au contrôle du spectromètre, recueillant les données, calculant la transformation de Fourier et affichant le spectre. Cela a donné l'impulsion pour le développement des spectromètres FTIR dans le domaine sel gemme, les problèmes de fabrication de composants optiques et mécaniques à ultra-haute précision ayant alors été résolus. 
Aujourd'hui, un large éventail d'appareils est à présent disponible dans le commerce. Bien que la conception de l'instrument soit devenue plus sophistiquée, les principes de base restent les mêmes. À présent, le miroir mobile de l'interféromètre bouge à vitesse constante et l'échantillonnage de l'interférogramme est déclenché en trouvant les passages à zéro dans les franges d'un interféromètre secondaire illuminé par un laser hélium-néon. Ceci lui permet d'avoir une haute précision par rapport au nombre d'onde du spectre infrarouge résultant, et permet d'éviter les erreurs d'étalonnage.

## Spectroscopie IRTF proche infrarouge
La région de proche infrarouge couvre la gamme comprise entre ce domaine sel gemme et le début du spectre visible, environ 750 nm. Les harmoniques des vibrations fondamentales peuvent être observées dans ce domaine. La spectroscopie FTIR est utilisée principalement dans ce domaine pour des applications industrielles telles que la supervision des procédés et l'imagerie chimique (en).

## Applications
La spectroscopie IRTF peut être utilisée dans toutes les applications où un spectromètre à dispersion était utilisé au passé. De plus, les avantages multiplexe et de débit ont pu ouvrir de nouveaux domaines d'application. On peut par exemple citer :
- la chromatographie en phase gazeuse-spectrométrie infrarouge (GC-IR), où un chromatographe en phase gazeuse est utilisé pour séparer un mélange. Les fractions contenant un seul composé sont alors dirigées vers un spectromètre FTIR, pour déterminer le spectre infrarouge de l'échantillon. Cette technique est complémentaire avec la chromatographie en phase gazeuse-spectrométrie de masse (GC-MS). La méthode GC-IR est particulièrement utile pour identifier des isomères, qui par définition ont la même masse. L'avantage-clé de la méthode GC-IR est que l'interférogramme peut être saisi dans un temps très bref, typiquement moins d'une seconde. La spectroscopie FTIR a aussi été utilisée pour analyser des fractions en sortie de chromatographie en phase liquide[5] ;
- la thermogravimétrie-spectrométrie infrarouge (TG-IR) : le spectre IR des gaz émis lors de la décomposition thermique est obtenu en fonction de la température[8] ;
- le micro-échantillonnage : de très petits échantillons, comme en analyse médicolégale, peuvent être examinés à l'aide d'un microscope infrarouge dans la chambre de mesure. Une image de la surface peut alors être obtenue par balayage[9]. On peut également citer dans ce cas la caractérisation par FTIR de toiles de maître[10] ;
- analyse du spectre d'émission : au lieu d'enregistrer le spectre lumineux transmis à travers un échantillon, un spectromètre FTIR peut être utilisé pour enregistrer le spectre lumineux émis par un échantillon. Cette émission peut être le fait de divers procédés, notamment la luminescence ou la diffusion Raman, provoquée par l'illumination par la source du spectromètre. Un spectromètre FTIR ne nécessite qu'une légère modification pour enregistrer un spectre d'émission, ainsi, de nombreux spectromètres FTIR commerciaux combinent à la fois les modes « absorption » et « émission/Raman[11] ». Il est également possible d'utiliser une source externe (dispositif expérimental comme une diode laser ou laser à cascade quantique à la place de la source interne, dont le spectre d'émission passera par l'interféromètre et sera analysé par les détecteurs internes ;
- spectre du photocourant ; ce mode est une application standard de la spectroscopie FTIR d'absorption : au lieu d'analyser la lumière transmise à travers un échantillon, on se sert de l'échantillon (photodétecteur, cellule photovoltaïque…) comme détecteur, en utilisant son photocourant induit par la source à bande large du spectromètre, et ainsi déterminer sa responsivité spectrale[12].

## Applications en biosciences
La spectroscopie IRTF peut être utilisée dans le domaine des biomolécules comme les lipides, les protéines ou peptides ou les acides nucléiques. Elle a ainsi permis de déterminer la conformation des protéines en solution ou dans des systèmes membranaires. 